# 今井邦子

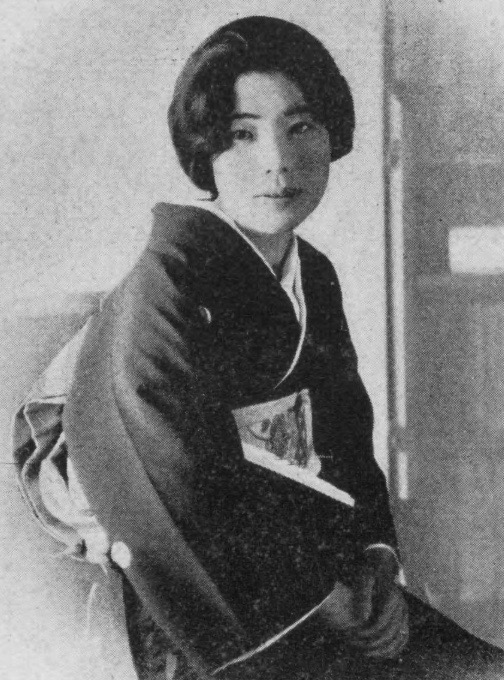
今井邦子（1928年）

今井 邦子（いまい くにこ、明治23年（1890年）5月31日 - 昭和23年（1948年）7月15日、旧姓山田、本名くにえ）は、徳島市出身の「アララギ」の歌人、小説家。後に短歌誌「明日香」を創刊した。山田邦子名で新聞記者もしていた。夫は立憲政友会衆議院議員の今井健彦。通産省事務次官を務めた両角良彦は甥にあたる。

## 来歴

### 生い立ち
明治23年（1890年）、徳島市に生まれる。父山田邦彦（1857年 - 1909年）は官吏であり、また和歌も詠んだ。当時は徳島県学務課長の任にあった。明治25年、2歳（1892年）のとき父母と離れ、父の郷里である長野県下諏訪町の祖父母のもとに預けられた。少女期より、文才に長け、当時、文学少女の憧れの的であった「女子文壇」にしばしば詩を投稿し、度重なる入賞をし、文才の閃きを見せていた。この間、町にある教会に通い、キリスト教の洗礼を受けた。聖書、賛美歌等を学び、西洋文化に接したことが持って生まれた資質をさらに伸ばしたと思われる。

### 文学への思いと苦悩
老いた祖母を看りながら諏訪高等女学校へ学んだが、祖母の死後2年ほど、函館区長に補任された父のいる北海道へ行っていた。明治42年（1909年）、親に強いられた結婚問題がきっかけとなり、文学への思いを断ちがたく家出を決行、新体詩の選者であった河井酔茗を頼って、その門下生となった。父の危篤のため一端帰郷し、看病に尽くしたが、父の死後再び家出のように上京し、中央新聞社の婦人記者になった。星野水裏に見出され、山田邦子の名で「少女の友」に少女小説を寄稿した。その後、明治44年（1911年）同社の記者今井健彦（後に代議士となる）と結婚、長女節子が生まれた。この時期から作歌を始め、子育て、夫婦生活、文学への思い等、様々な葛藤が短歌の中に歌われている。特に結婚後十数年を経て、夫に愛人のあるのを知り、二児を置いて三度目の家出をし、京都の西田天香の一灯園で毎朝便所掃除に追われる苦しい修行生活をし、十ヶ月ほどで帰宅した。

### 島木赤彦に師事
大正元年（1912年）には、早くも歌文集「姿見日記」を出版、前田夕暮の「詩歌」に短歌を投稿した後、大正5年（1916年）「アララギ」に入会し、郷里の先輩である島木赤彦に師事し厳しい指導を受けた。大正15年（1926年）の赤彦の死去までは、忠実に赤彦の歌風に順化することになり、若いころの自由で情熱的な歌風は消え、写実を重んじ、心情はその中に沈潜していく新境地を開くことになった。

### 「明日香」を創設
赤彦の死後、斎藤茂吉についてさらに研鑽を積んできたが、昭和11年（1936年）、「アララギ」を退会し、女性だけの歌誌『明日香』を創刊、主宰した。執筆陣に国文学者、女流作家を加えたばかりでなく、多くの女流歌人を育て、自らも昭和の代表的女流歌人となった。「明日香」の運営は娘の節子、姪の岩波香代子や会員の助力によるところが大きかった。

### 業績等
邦子は、「万葉集」をはじめとして古典の研究、評論、随筆や研究書も多く出版した。手抜きをすることなく全力で走りきった人生であったが、昭和23年（1948年）7月15日朝、疎開先であり幼少女期を過ごした長野県下諏訪町湯田の実家で、心臓麻痺のため59歳の人生を終えた。妻として、母として、歌人として、そして何よりも一人の女として、理性と熱情の間で激しく揺れ動く、美貌で勝気な歌人であった。今井家の菩提寺である小石川・寂円寺に埋葬され、後に静岡県、富士霊園に移葬された。戒名は歌葉院釈往詣楽邦大姉。下諏訪町に今井邦子文学館がある。

## 顕彰施設

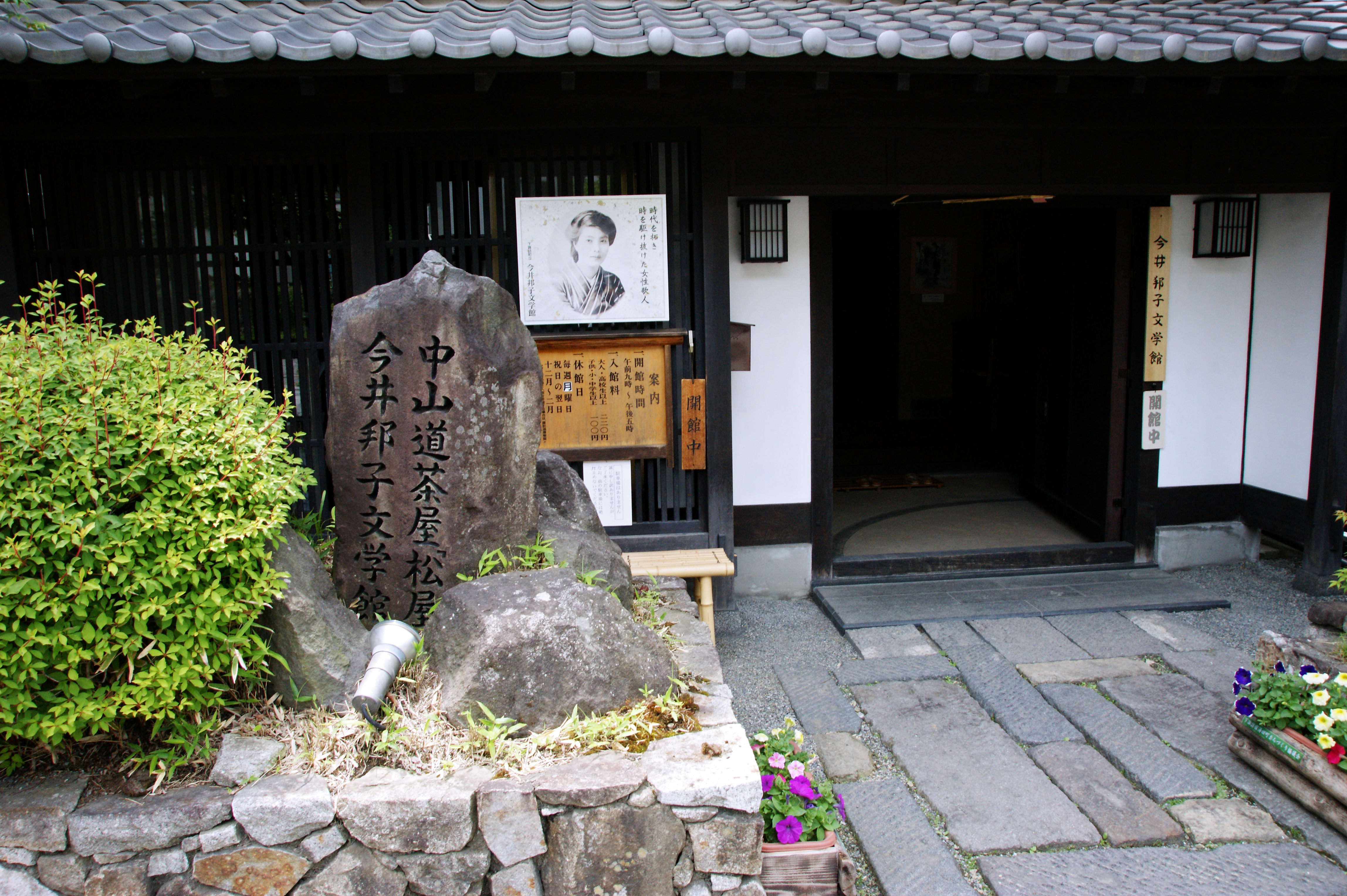
今井邦子文学館

- 今井邦子文学館 - 長野県下諏訪町の中山道下諏訪宿の茶屋「松屋」に設けられている。

## 歌集等
- 歌文集「姿見日記」
- 歌集「片々」
- 歌集「光を慕ひつつ」
- 歌集「紫草」
- 歌集「明日香路」
- 歌集「こぼれ梅」
- 歌集「今井邦子短歌全集」
- 歌書「歌と随想」
- 評釈「万葉集総釈　第八編」
- 評論「万葉読本」

## 代表歌
- 真木ふかき谿よりいづる山水の常あたらしき生命あらしめ（「紫草」）
- 向う谷に日かげるはやしこの山に絵島は生の心堪えにし（「明日香路」）